# Daniel Bîrligea
 Daniel Bîrligea (Brăila, Rumania, 19 de abril de 2000) es futbolista rumano. Juega como delantero y milita en el FCSB de la Liga I, máxima categoría del fútbol rumano.

## Trayectoria
Aunque nació en Rumania, se formó futbolísticamente en Italia debido a que su familia se mudó al país transalpino. Se formó en el Cantera Ribola de donde pasará a formar parte del Palermo FC tras haber marcado más de cien goles en tres temporadas.
En la temporada 2019-20 pasó a formar parte de la S.S.D. Città di Teramo de la Serie C. Jugó un total de cuarenta y tres partidos con el club italiano en los que marcó siete goles.
En el mercado invernal de la temporada 2021-22 ficha por el CFR Cluj que desembolsó cien mil euros por su traspaso. Marcó su primer gol con el club rumano en la victoria contra el FC Farul Constanța por uno a cero.
En septiembre de 2024 fue traspasado al FCSB.

## Selección nacional
Ha jugado en varias ocasiones con la selección sub-21 y fue convocado para la Eurocopa Sub-21 de 2023.

### Participaciones en Eurocopas
| Copa          | Sede     | Resultado        | Partidos | Goles |
| ------------- | -------- | ---------------- | -------- | ----- |
| Eurocopa 2024 | Alemania | Octavos de final | 0        | 0     |

## Palmarés

### Títulos nacionales
| Título | Club     | País    | Año     |
| ------ | -------- | ------- | ------- |
| Liga I | CFR Cluj | Rumania | 2021-22 |
| Liga I | FCSB     | Rumania | 2024-25 |